# Pride of Baltimore II (schip, 1988)
De Pride of Baltimore (te vertalen als Trots van Baltimore) is de naam van twee zeilschepen, gebouwd in opdracht van Baltimore. Beide schepen zijn authentieke reproducties van een 19e-eeuwse schoener.
De eerste Pride of Baltimore werd in 1975 gebouwd en in 1976 in de vaart genomen. Het schip werd gebouwd als onderdeel van een project om de haven van Baltimore te herinrichten voor toeristische doeleinden. Het schip werd ontworpen door Thomas Gillmer. Het schip werd vernoemd naar de  Chasseur, bijgenaamd "Pride of Baltimore". Dit schip behoorde toe aan de bekende kaper Thomas Boyle en werd onder andere ingezet tijdens de Oorlog van 1812.
De eerste Pride of Baltimore was negen jaar in dienst en voer in die jaren in totaal 280.000 kilometer. Op 14 mei 1986 zonk het schip echter tijdens de reis van het Verenigd Koninkrijk naar de Caraïben. Het schip is vermoedelijk gekapseisd door een microburst-windstoot. De kapitein en drie bemanningsleden overleefden het ongeluk niet. De overige acht bemanningsleden werden vier dagen na het ongeval opgepikt door een Noors vrachtschip.
In 1988 werd een tweede schoener gebouwd, genaamd Pride of Baltimore II. Dit schip bestaat nog steeds en is het vlaggenschip van Maryland. Tevens dient het schip als Goodwill Ambassador.